# Glenea miwai
Glenea miwai là một loài bọ cánh cứng trong họ Cerambycidae.